# Dusona egregia
Dusona egregia là một loài tò vò trong họ Ichneumonidae.